# Sadkî, Moghilău
Sadkî (în ucraineană Садки) este un sat în comuna Hrușca din raionul Moghilău, regiunea Vinnița, Ucraina.

## Demografie
Componența lingvistică a localității Sadkî
     Ucraineană (98,82%)
     Rusă (1,18%)
Conform recensământului din 2001, majoritatea populației localității Sadkî era vorbitoare de ucraineană (98,82%), existând în minoritate și vorbitori de rusă (1,18%).